# Den Danske Pioneer
Den Danske Pioneer / The Danish Pioneer (en français « Le pionnier danois ») est un journal en danois publié aux États-Unis. Fondé en 1872, il est le plus ancien journal en danois fondé aux États-Unis. Avec Bien, il est l'un des deux seuls journaux en danois encore publié aux États-Unis.
Les locaux de Den Danske Pioneer sont situés à Omaha de 1872 à 1958, puis à Elmwood Park dans l'Illinois et, depuis 1981, à Hoffman Estates.